# Дональд Гаміш Камерон
Сер До́нальд Га́міш Ка́мерон, 26-й Лохіл (англ. Donald Hamish Cameron, 26th of Lochiel; 12 вересня 1910 — 26 травня 2004) — шотландський землевласник і фінансист, полковник.
26-й вождь клану Камеронів (з 1951 року).

## Життєпис

Народився в родині Дональда Волтера Камерона і леді Герміони Емілі Камерон, уродженої Грехем.
Навчався в школі для юнаків Герроу. У 1933 році закінчив коледж Бейлліол Оксфордського університету і отримав ступінь бакалавра.
З початком Другої світової війни у 1939 році мобілізований до війська, отримав військове звання майора. Брав участь в Італійській кампанії. У 1945 році отримав звання підполковника, у 1957 — полковника. З 1958 року виконував обов'язки почесного командира 4-го/5-го батальйону камеронських горян.
Після закінчення активної військової служби Камерон оселився в Кенсінгтоні, працював у Лондоні бухгалтером та отримав кваліфікацію присяжного бухгалтера Англії та Уельсу. Успадкувавши у 1951 році титут вождя клану Камеронів, переїхав до замку Ахнакаррі. Маючи бухгалтерський досвід, виправив справи маєтку, а вдало продавши частину земель, успішно уникнув повоєнної економічної кризи, розвиваючи стале майбутнє для реґіональної економіки. Його популярність в Гайлендсі зросла настільки, що він був обраний радником окружної ради округу Інвернесс, яким служив до 1971 року.
У 1964—1967 роках Камерон був головою страхової компанії Scottish Widows, у 1969—1980 роках — заступником голови Королівського банку Шотландії. Одночасно, протягом 1957—1969 років, він був уповноваженим у справах королівських земель, а також президентом Шотландської федерації землевласників (1979—1985).
З 1971 по 1985 роки — лорд-лейтенант Інвернесса.

## Нагороди
- Орден Будяка (1973).
- Королівський Вікторіанський орден (1970).
- Зірка 1939—1945
- Зірка Італії.
- Оборонна медаль.
- Медаль війни 1939—1945.

## Родина
Дональд Гаміш Камерон перебував у шлюбі з леді Маргарет Доріс Камерон, уродженою Ґатгорн-Гарді. У подружжя народилися дві доньки і двоє синів: Дональд Анґус Камерон і Джон Алістер Найджел Камерон.